# Symeon (Zinkewycz)
Symeon, imię świeckie Ołeh Anatolijowycz Zinkewycz (ur. 5 maja 1979 w Leningradzie) – biskup Kościoła Prawosławnego Ukrainy (do 2018 Ukraińskiego Kościoła Prawosławnego Patriarchatu Kijowskiego).

## Życiorys
W 2001 ukończył Wołyńskie Seminarium Duchowne w Łucku. W czasie nauki był hipodiakonem metropolity łuckiego i wołyńskiego Jakuba. Następnie podjął naukę w Kijowskiej Akademii Duchownej. W 2004 w soborze Trójcy Świętej w Łucku przyjął święcenia diakońskie z rąk biskupa łuckiego i wołyńskiego Michała. Od 2004 do 2007 żył w Detroit i służył w tamtejszym soborze św. Andrzeja. W 2007, po powrocie na Ukrainę, złożył wieczyste śluby mnisze, przyjmując imię Symeon. Zamieszkiwał w monasterze Świętych Archaniołów w Łucku. W 2008 został skierowany do eparchii tarnopolskiej i służył w tamtejszym centrum eparchialnym jako spowiednik bractwa młodzieżowego i dziekan. W 2009 przeniesiony do Monasteru Wydubickiego w Kijowie i objął obowiązki sekretarza Patriarchatu Kijowskiego.
21 października 2009 Święty Synod Ukraińskiego Kościoła Prawosławnego Patriarchatu Kijowskiego wyznaczył go na biskupa dniepropetrowskiego i pawłohradzkiego. Jego chirotonia biskupia odbyła się 21 listopada 2009 w soborze monasteru św. Michała Archanioła o Złotych Kopułach w Kijowie.
24 listopada 2019 r. otrzymał godność arcybiskupa.